# AirDrop
AirDrop es un servicio ad hoc de Apple Inc. en los sistemas operativos macOS e iOS, presentado en Mac OS X Lion (Mac OS X 10.7) e iOS 7, que permite la transferencia de archivos entre computadoras compatibles y dispositivos iOS a través de Wi-Fi y Bluetooth, sin usar correo o un dispositivo de almacenamiento masivo.
Antes de OS X Yosemite (OS X 10.10), y bajo OS X Lion, Mountain Lion, y Mavericks (OS X 10.7–10.9, respectivamente) el protocolo en AirDrop en macOS era diferente del protocolo AirDrop de iOS, y los dos eran por lo tanto no interoperables entre sí. Sin embargo, OS X Yosemite y posteriores son compatibles con el protocolo iOS AirDrop, que se utiliza para la transferencia entre una Mac y un dispositivo iOS así como entre dos computadoras Mac 2012 o posteriores, y que utiliza tanto Wi-Fi como Bluetooth. . El modo heredado para el antiguo protocolo AirDrop (que solo usa Wi-Fi) entre dos computadoras Mac de 2012 o anteriores también está disponible.
No hay ninguna restricción en el tamaño del archivo qué AirDrop puede acomodar.

## Rutina

### macOS
En equipos Mac que ejecutan macOS 10.7 y superior, AirDrop está disponible en la barra lateral Finder. En equipos Mac que ejecutan OS X 10.8.1 o posteriores, también se puede acceder a través de la opción de menú Ir → AirDrop o presionando ⇧ Shift + ⌘ Cmd + R..
Wi-Fi debe estar encendido para que AirDrop reconozca el otro dispositivo. El otro dispositivo también debe tener AirDrop seleccionado en la barra lateral de la ventana del Finder para poder transferir archivos. Además, los archivos no se aceptan automáticamente; el usuario que recibe debe aceptar la transferencia. Esto se hace para mejorar la seguridad y la privacidad.

### iOS
En iOS 7 y versiones posteriores, se puede acceder a AirDrop tocando en Configuración > General > AirDrop, o deslizando hacia arriba la pantalla a través del Centro de Control. Tanto el Wi-Fi como el Bluetooth se encienden automáticamente cuando AirDrop está habilitado, ya que ambos se utilizan.
Opciones para controlar AirDrop por otros dispositivos incluyen:
- Nadie puede ver dispositivo (Airdrop deshabilitado)
- Solo los contactos pueden ver el dispositivo
- Todos pueden ver el dispositivo.

En iOS 7 o posteriores, si una aplicación  implementa soporte AirDrop, está disponible a través del botón compartir. AirDrop está sujeto a una serie de restricciones en iOS, como la imposibilidad de compartir música o vídeo desde aplicaciones nativas.

## Limitaciones de sistema

### Requerimientos iOS (transferencia entre dos dispositivos iOS)
Ejecutando iOS 7 o posteriores:
- iPhone: iPhone 5 o posteriores.
- iPad: iPad (Cuarta Generación) o posteriores.
- iPad Pro: iPad Pro (Primera Generación) o posteriores.
- iPad Mini: iPad Mini (Primera Generación) o posteriores.
- iPod Touch: iPod Touch (Quinta Generación) o posteriores.

AirDrop se puede habilitar extraoficialmente en iPad (Tercera Generación). Aunque no es compatible de manera predeterminada, AirDrop se puede habilitar haciendo jailbreaking en el dispositivo device e instalando "AirDrop Enabler 7.0+" desde cydia. Este procedimiento no es soportado por Apple.

### Requerimientos macOS (transferencia entre dos ordenadores Mac)
Ejecutando Mac OS X Lion (10.7) o posterior:
- MacBook Pro (posterior a 2008) o superior, excluyendo el MacBook Pro (17 pulgadas, posterior a 2008).
- MacBook Air (posterior a 2010) o superior.
- MacBook (posterior a 2008) o superior, excluyendo a MacBook blanco (posterior a 2008)
- iMac (principios de 2009) o posterior
- Mac Mini (mediados de 2010) o posterior
- Mac Pro (principios de 2009 con la tarjeta AirPort Extreme, mediados del 2010 o posterior).

### Requerimiento macOS e iOS (transferencia entre un Mac y un dispositivo iOS)
Para transferir archivos entre un Mac y un iPhone, iPad o iPod touch, los requisitos mínimos siguientes tienen que ser conocidos:
Ejecutando OS X Yosemite (10.10) o posteriores:
- MacBook Air (mediados de 2012) o posteriores
- MacBook Pro (mediados de 2012) or posteriores
- iMac (mediados de 2012) o posteriores
- Mac Mini (mediados de 2012) o posteriores
- Mac Pro (mediados de 2013) o posteriores

Ejecutando iOS 8 o posteriores:
- iPhone: iPhone 5 o posteriores
- iPad: iPad (Cuarta Generación) o posteriores
- iPad Pro: iPad Pro (Primera Generación) o posteriores
- iPad Mini: iPad Mini (Primera Generación) o posteriores
- iPod Touch: iPod Touch (Quinta Generación) o posteriores

Bluetooth and Wi-Fi deben estar activados para dispositivos Mac e iOS. (No es necesario que ambos dispositivos estén conectados a la misma red Wi-Fi).

## Seguridad y privacidad
AirDrop utiliza el  cifrado TLS a través de una conexión Wifi de igual a igual creada por Apple para transferir archivos. Las radios Wi-Fi de los dispositivos de origen y destino se comunican directamente sin utilizar conexión internet o Punto de acceso Wi-Fi.
En al menos un caso, un usuario con AirDrop configurado desde "Todos" recibió imágenes sexualmente explícitas no deseadas de un extraño cercano. El 13 de agosto de 2017, el New York Post informó que al menos dos mujeres recibieron fotos de desnudos mientras viajaban.